# Oxytropis trichocalycina
Oxytropis trichocalycina är en ärtväxtart som beskrevs av Aleksandr Andrejevitj Bunge. Oxytropis trichocalycina ingår i släktet klovedlar, och familjen ärtväxter. Inga underarter finns listade i Catalogue of Life.